# Meia-lua-do-maranhão
Peito-de-lua-do-marañón ou meia-lua-do-maranhão (Melanopareia maranonica) é uma espécie de ave da família Melanopareiidae.
Pode ser encontrada no Equador e no Peru, nos vales do rio Maranhão.
Os seus habitats naturais são florestas secas tropicais ou subtropicais e matagal árido tropical ou subtropical.
Está ameaçada por perda de habitat.